# 삼성 갤럭시 탭 프로 S
삼성 갤럭시 탭 프로 S(Samsung Galaxy TabPro S)는 소비자 가전 전시회 2016에서 공개된 윈도우 10 기반 태블릿 컴퓨터이다. 2016년 3월 18일에 출시되었다. 이 탭 프로 S는 전통적으로 안드로이드의 지원을 받는 갤럭시 라인업에서 탈피한 것으로, 윈도우 10에서 실행된다.
이 태블릿은 삼성에서 제조한 키보드(폴리오 키보드)가 기본 내장되어 있다. 스탠드를 어떻게 배치시키느냐에 따라 두 곳의 각기 다른 위치에 있을 수 있다. 닫으면 가죽과 같은 결이 있어서 여행 중에 평상적인 마모로부터 보호할 수 있다.
USB 타입-C 멀티포트 어댑터가 USB-A 3.1 포트, HDMI 포트, USB-C 포트와 함께 내장되어 있다.
갤럭시 탭 프로 펜은 이 태블릿을 위한 입력 장치로서 동작하는 디지털 스타일러스 펜이다. 1024 필압을 지원한다. 블루투스를 통해 디지털 스타일러스와 페어링할 수 있다. 이는 탈착식 AAAA 배터리가 아닌 재충전 가능한 배터리를 사용하므로 디지털 스타일러스 펜의 배터리가 마이크로 USB 2.0 포트를 통해 재충전될 수 있다. 최초 충전 후 최대 30일을 견딜 수 있다.
삼성 플로(Samsung Flow)는 지문 접근 애플리케이션이다. 이 또한 블루투스와 NFC 태그를 통해 전화와 페어링할 수 있다. 이를 통해 사용자들은 자신의 전화의 지문 센서로 태블릿을 언락할 수 있다.
MWC 2017에서 공개된 삼성 갤럭시 북의 경우 갤럭시 탭 프로 S의 뒤를 직접적으로 잇는 제품이 아니다.
8GB 램과 256 GB SSD를 갖춘 탭 프로 S 골드 버전도 있다.

## 동일 모델
- SM-W700 (Wi-Fi, Windows 10 Home)
- SM-W703 (Wi-Fi, Windows 10 Pro)
- SM-W707 (4G LTE, Windows 10 Home)[2]
- SM-W708, SM-W708Y (4G LTE, Windows 10 Pro)

## 같이 보기
- 삼성 갤럭시 탭 시리즈